# Girabolhos
Girabolhos es una freguesia portuguesa del concelho de Seia, con 17,88 km² de superficie y 482 habitantes (2001). Su densidad de población es de 27,0 hab/km².